# 丁斯
丁斯是奥地利福拉尔贝格州费尔德基希县的一个市镇。总面积3.47平方公里，总人口393人，人口密度113.3人/平方公里（2005年）。